# De Eenhoorn (uitgeverij)
De Eenhoorn is een uitgeverij van kinderboeken. De uitgeverij werd opgericht in 1990 in Wielsbeke, West-Vlaanderen en is nu gevestigd in Eke, Oost-Vlaanderen.
In 1991 publiceerde De Eenhoorn haar eerste kinderboek: Puntje puntje puntje van Geert De Kockere en Geert Vervaeke. Het boek kreeg twee prijzen: de Boekenpauw, voor het mooist geïllustreerde kinderboek, en de Jacob van Maerlantprijs, voor het samenspel tussen tekst en beeld.
Boeken van De Eenhoorn zijn bekend om hun gedurfde en experimentele illustraties. De uitgeverij is gerenommeerd in binnen- en buitenland en sleepte met haar boeken al vele (inter)nationale prijzen in de wacht. Naast bekroningen door de Kinder- en Jeugdjury Vlaanderen won De Eenhoorn al talloze Boekenpauwen en verschillende Boekenpluimen, Boekenwelpen, een Bologna Ragazzi Award en een Gouden Plaque (Bratislava). 
Ook in Nederland vallen de boeken van De Eenhoorn met de regelmaat van de klok in de prijzen. In 2009 won de uitgeverij de Woutertje Pieterse Prijs, de Gouden Griffel en drie Zilveren Griffels. Bovendien is De Eenhoorn ook actief op de buitenlandse markt. Sinds 2000 werden meer dan 350 vertalingen in 30 landen gerealiseerd.
De Eenhoorn is gespecialiseerd in kartonboeken voor de allerkleinsten, prentenboeken voor zowel kinderen als volwassenen, leesboekjes voor beginnende lezers, leesboeken voor 7- tot 16-jarigen, poëziebundels voor 3- tot 18-jarigen en geschenkboeken voor volwassenen. De Eenhoorn werkt hiervoor samen met meer dan 100 auteurs en illustratoren. Bekende auteurs zijn onder meer Brigitte Minne, Kristien Dieltiens, Gaea Schoeters, Edward van de Vendel, Geert De Kockere, Frank Geleyn, Tine Mortier, Frank Pollet en Koen D'haene. Bekende illustratoren zijn onder meer Carll Cneut, Kaatje Vermeire, Kathleen Amant, Klaas Verplancke, Sebastiaan Van Doninck, Marjolein Pottie, Kristien Aertssen, An Candaele, Jan De Kinder, Tom Schamp, Isabelle Vandenabeele, Esther Platteeuw, Nathalie Segers, Caryl Strzelecki en Ann De Bode.